# Juan sin tierra

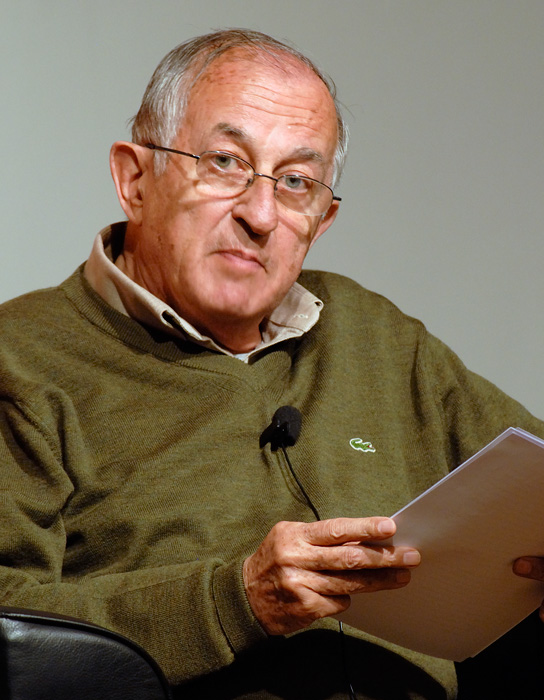
Foto de Juan Goytisolo

Juan sin tierra es una novela del escritor español Juan Goytisolo. Fue publicada por Seix Barral en 1975.
Es el regreso del escritor e intelectual español Goytisolo que fue considerado como el narrador más importante de la Generación del 50,
a una editorial española tras la muerte de Francisco Franco. Es la última entrega de la trilogía de Álvaro Mendiola, que también incluye los libros Señas de identidad y Reivindicación del Conde Don Julián. 
Las últimas palabras de la obra son el árabe como símbolo de la partida del autor hacia la otra cultura. En el libro el lenguaje toma preponderancia como la unidad organizadora, tanto la lengua española como el árabe coloquial.
El siguiente libro Makbara de Goytisolo obtuvo el Premio Octavio Paz de poesía y ensayos.

El libro cuenta con varias reediciones y fue publicado en español, francés, alemán e inglés. Traducido al idioma francés por Aline Schulman y al inglés por Helen Lane en 1977.